# Pueblo guatatá
Los guatatáes fueron un pueblo indígena Guaycurú que habitaron en el chaco, muy cerca de Asunción, desde el rio Confuso hasta el riacho Siete Puntos. Los guatatáes son el único pueblo Guaycurú cuya relación con los españoles y los guaraníes fue de alianza, contrariamente con la del resto de los pueblos guaycurues.

## Historia
Se les conoce como acompañantes de los alguaciles y otras justicias a los Guatatáes en las rondas nocturnas. Esto indica que muchos Guatatáes pasaban a la orilla oriental del río Paraguay y entraban al servicio de los españoles. Sufrieron el mestizaje con los españoles y la relación entre ellos era pacífica. Consiguieron sus primeros ganados vacuno y caballar. Los guatatáes fueron diezmados con la Guerra del Paraguay; con tan reducido número no consiguieron sobrevivir en buenas condiciones. El cronista Ulric Schmild los denominaba Batatáes o Batatheiss en su obra viaje al rio de la Plata;

Mas cuando esto comprendimos tuvimos que hacer las paces entre nosotros los cristianos; hicimos también alianza con otras dos naciones llamadas, la primera de los jheperus (yapirus), y la segunda de los batatheiss, (guatatas); entre las dos serían fuertes como de 5.000 hombres, no tienen más comida que pescado y carne; es gente buena para la pelea por tierra y por agua, pero los más por tierra. Sus armas son tardes (dardos) del largo de media lanza, sin ser tan gruesos, y para puntas les hacen unas como de arpón o de centella de un pedernal; y bajo del cinto llevan una clava, de 4 jemes de largo con una porra en la punta. Cada indio de éstos de pelea carga 10 o 12 palillos [o sea, tantos] como quiere, y de un buen jeme de largo, y adelante una punta, que es el diente ancho y largo de un pescado, llamado en español polmeda (palometa), se parece a una tenca; este diente corta como una navaja de afeitar. Pero ahora les contaré lo que con los palillos hacen o para qué les sirven.
Ulrico Schmidl

Esto demuestra que los Guatatáes eran cazadores-pescadores que compartieron su territorio con los Yaperúes.